# 상코초
상코초(스페인어: sancocho)는 과거에 누에바그라나다였던 지역(베네수엘라, 에콰도르, 콜롬비아, 파나마) 및 카리브 섬들(도미니카 공화국, 쿠바, 푸에르토리코) 등 여러 라틴 아메리카 지역에서 먹는 전통 국이다. 고기와 뿌리채소 등이 큰 덩어리로 들어가는 것이 특징이다. 해장 음식으로도 인기가 있다. 파나마의 국민 음식이기도 하다.

## 이름
스페인어 "상코초(sancocho)"는 동사 "상코차르(sancochar)"에서 파생한 동사파생명사이다. 동사 "상코차르"는 "데치다"라는 뜻이며, 어원은 고대 스페인어 "손코초(soncocho)"에 "아르(-ar)"를 붙인 형태이다. 고대 스페인어 "손코초"는 다시 "아래에, 미만의"를 뜻하는 접사 "손(son-)"에 "익히다"를 뜻하는 동사 "코제르(cozer)"의 과거분사형 "코초(cocho)"를 붙인 말이다.

## 지역별 상코초

### 도미니카 공화국
도미니카 공화국의 상코초는 쇠고기와 돼지고기, 닭고기, 훈제육과 소시지 등 여러 가지 고기를 사용하며, 고기 일곱 종류를 사용한 "상코초 데 시에테 카르네스(sancocho de siete carnes)"가 전통적인 것으로 여겨진다. 고기는 쓴귤 즙에 재어 놓았다가 사용하며, 상코초 자체에도 쓴귤 즙이 들어간다. 뿌리채소로는 카사바와 마, 아메리카토란 등이 쓰이며, 또한 다른 채소로 호박과 플랜테인, 옥수수가 쓰인다. 그 외에는 좀리피아(도미니카오레가노), 쿨란트로 등 허브와, 마늘, 양파, 피망등의 향신채가 쓰인다.

### 베네수엘라
베네수엘라에서는 지역에 따라 쇠고기(야노스 지역), 닭고기(중·서부 지역), 염소고기(팔콘 서부 및 라라), 생선·해산물(동부와 카리브 연안) 등으로 상코초를 만든다. 소 양을 쓰기도 한다. 고기를 두 종류 이상 쓰면 "상코초 크루사도(sancocho cruzado)"라 불린다. 뿌리채소로는 마, 아메리카토란, 카사바, 감자 등이 쓰이며, 그 외에 당근과 호박, 옥수수도 쓰인다. 향신채로 마늘, 양파, 셀러리, 피망이 흔히 들어가며, 허브로 고수가 사용된다.

### 에콰도르
에콰도르의 상코초에는 쇠고기나 닭고기 등으로 만들며, 뿌리채소로는 주로 카사바가 사용된다. 카사바 외에 옥수수와 플랜테인, 당근, 피망, 완두 등 채소가 들어가며, 향신채로는 마늘과 파, 고수가 쓰인다. 쌀이 들어가는 것도 특징이며, 카리브 연안 지역에서는 생선 상코초를 땅콩버터를 넣어 만들기도 한다. 

### 콜롬비아
콜롬비아의 상코초는 쇠고기, 돼지고기, 닭고기, 염소고기, 칠면조고기, 오리고기, 생선, 비둘기콩 등 여러가지 재료로 만들 수 있으며, 지역에 따라 안티오키아 지역의 "상코초 안티오케뇨(sancocho antioqueño)", 보고타 지역의 "상코초 보고타노(sancocho bogotano)", 초코 지역의 "상코초 초코아노(sancocho chocoano)", 카리브 지역의 "상코초 코스테뇨(sancocho costeño)" 등이 두루 인기가 있다. 뿌리채소로는 카사바와 감자가 흔히 들어가며, 그 외에 플랜테인과 옥수수, 당근 등을 넣는다. 쿨란트로, 고수, 셀러리가 흔히 들어가는 향신채이다. 고기 일곱 종류를 사용한 "상코초 데 시에테 카르네스(sancocho de siete carnes)" 또한 별미로 여겨진다.

### 쿠바
쿠바에서는 상코초가 "아히아코"로 불린다.

### 파나마
파나마의 대표적인 상코초는 "파나마식 상코초"라는 뜻의 "상코초 파나메뇨(sancocho panameño)"나 "닭고기 상코초"라는 뜻의 "상코초 데 가이나(sancocho de gallina)"로 불린다. 이것이 파나마의 국민 음식이기도 하다. 닭고기와 마, 쿨란트로가 들어가는 게 특징이며, 마 외에 카사바, 아메리카토란, 옥수수 등을 추가하기도 한다. 향신채로는 마늘과 양파가 들어가며, 소금과 후추 외에 들어가는 향신료는 말린 오레가노이다. 보통 쌀밥과 내며, 핫소스를 뿌려 먹기도 한다.

### 푸에르토리코
푸에르토리코의 상코초는 쇠고기부터 훈제육, 족발, 닭고기 등 여러 가지 고기로 만들 수 있다. 마, 카사바, 아메리카토란, 고구마 등 뿌리채소와 호박, 옥수수, 풋바나나나 플랜테인 등이 들어가며, 그 외에 당근과 차요테 등을 넣어 만들기도 한다. 소프리토로 맛을 내며, 보통 토마토 퓌레도 들어간다.

## 사진

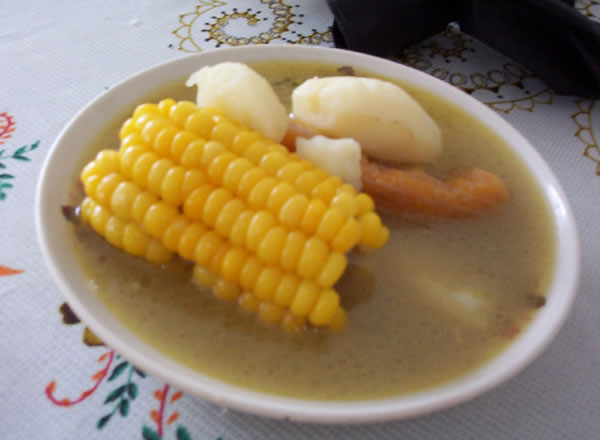
닭고기 상코초 (콜롬비아)
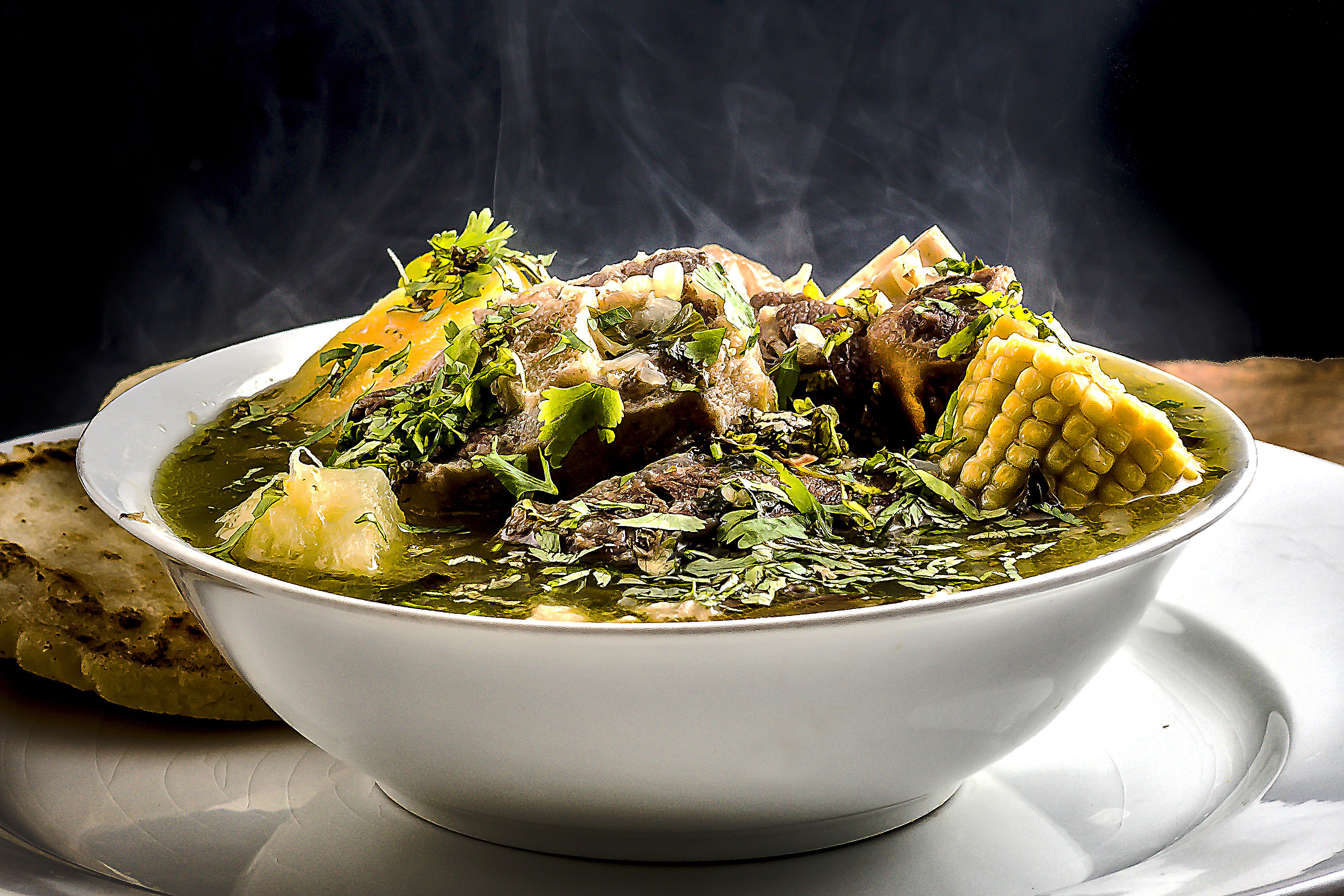
닭고기, 쇠꼬리, 쇠갈비 상코초 (베네수엘라)
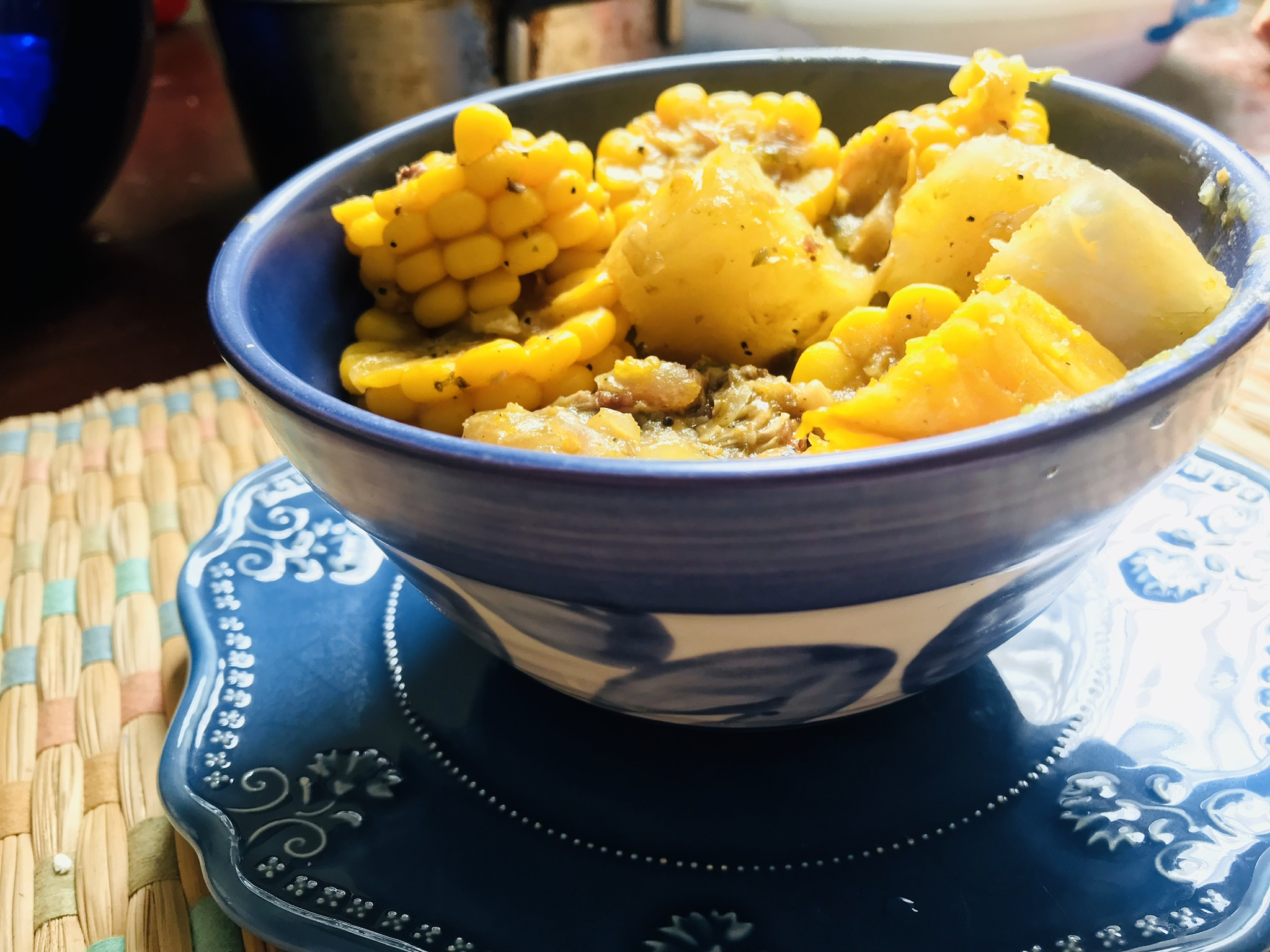
상코초 (도미니카 공화국)
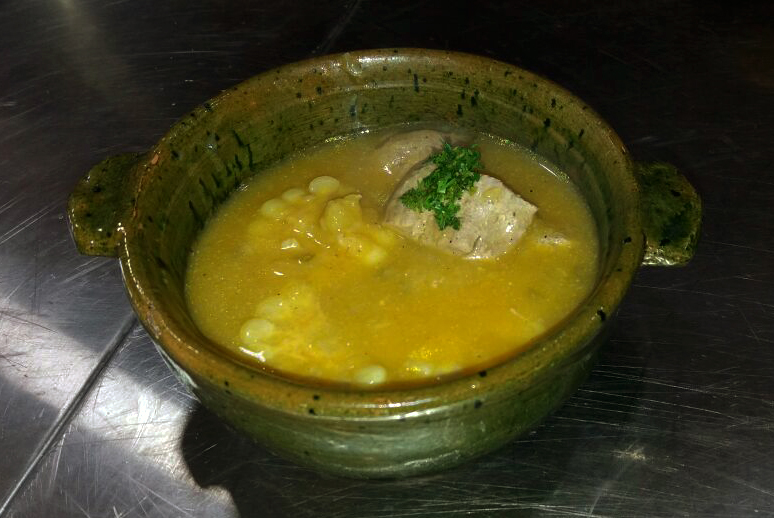
생선 상코초 (에콰도르)
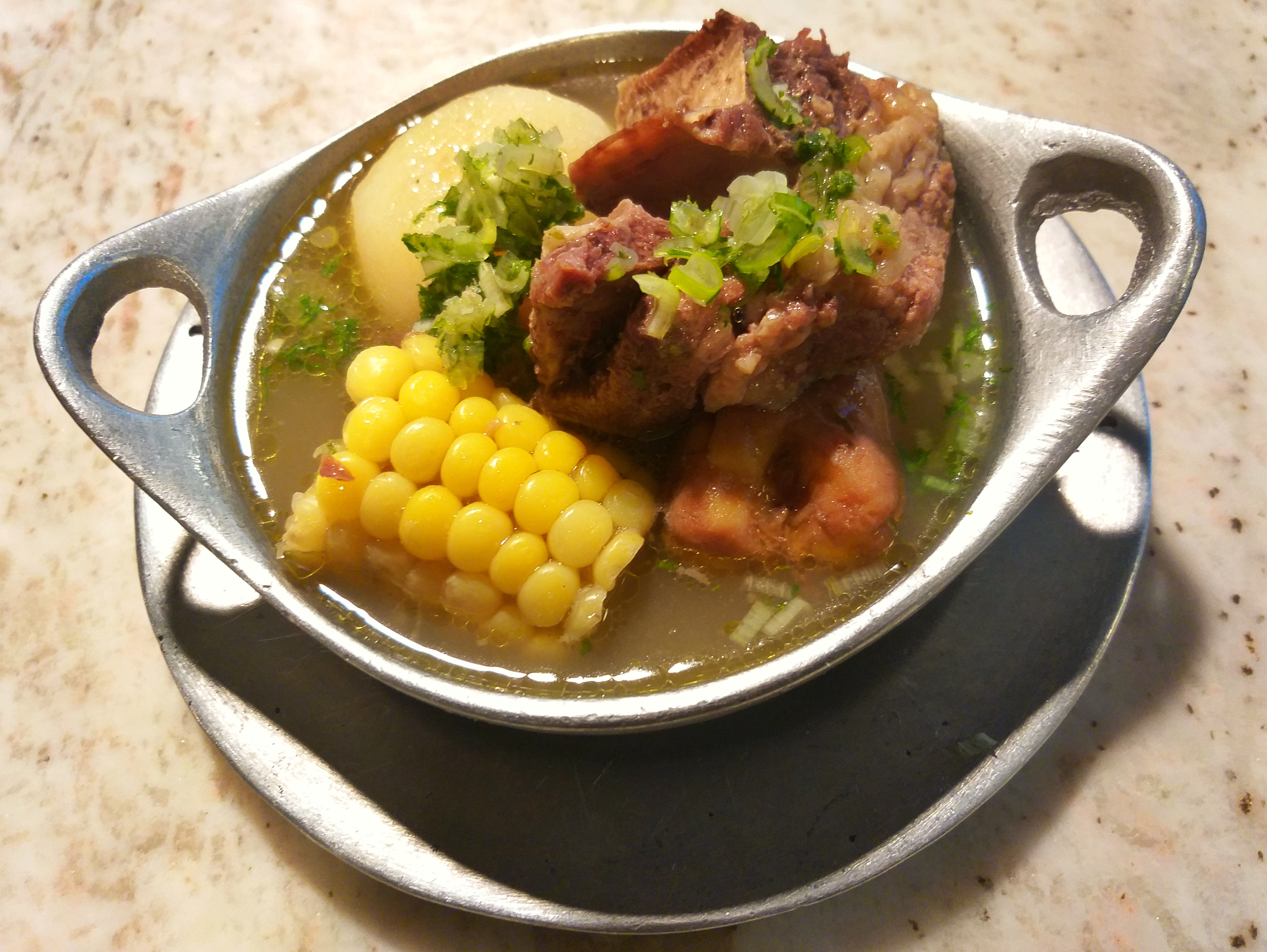
쇠갈비 상코초 (콜롬비아)

## 같이 보기
- 상코
- 상코차도
- 오야 데 카르네
- 코시도